# Grupa Azoty Polskie Konsorcjum Chemiczne
Grupa Azoty Polskie Konsorcjum Chemiczne Sp. z o.o. (skrót: Grupa Azoty PKCh) – polskie przedsiębiorstwo branży chemicznej, wchodzące w skład Grupy Azoty S.A. (wcześniej: Zakładów Azotowych w Tarnowie-Mościcach S.A.), z siedzibą w Tarnowie. Działalność spółki koncentruje się na realizacji projektów inżynieryjnych i doradztwie technicznym. Realizuje usługi projektowe procesów inwestycyjnych w przemyśle chemicznym.

## Akcjonariat spółki
- Grupa Azoty S.A. – 63,27%,
- Grupa Azoty Zakłady Azotowe Kędzierzyn S.A. – 36,73%[8].

## Władze
W skład zarządu wchodzą:
- Paweł Głogowski – prezes zarządu
- Jacek Kupiniak – wiceprezes zarządu
- Leszek Kokoszka – członek zarządu

## Historia
Spółka rozpoczęła działalność 23 grudnia 2008 r. jako Polskie Konsorcjum Chemiczne Sp. z o.o. (PKCh) z siedzibą w Warszawie. Kapitał do spółki wniósł w całości koncern Ciech S.A. W 2009 r. nowe udziały w spółce pozyskały Zakłady Azotowe w Kędzierzynie oraz Zakłady Azotowe w Tarnowie-Mościcach. Udziały w kapitale zakładowym posiadały odtąd spółki: Ciech S.A. – 1000 udziałów (50% kapitału zakładowego), ZAK S.A. (obecnie Grupa Azoty Kędzierzyn) – 500 udziałów (25% kapitału zakładowego), Azoty Tarnów S.A. (obecnie Grupa Azoty S.A.) 500 udziałów (25% kapitału zakładowego). W 2010 r. Ciech S.A. sprzedał Zakładom Azotowym w Tarnowie-Mościcach 1000 udziałów w spółce.
Od 27 października 2010 r. siedziba spółki została przeniesiona z Warszawy do Krakowa. Natomiast 20 października 2011 r. zdecydowano o podwyższeniu kapitału zakładowego przez dotychczasowych wspólników oraz w formie aportu udziałów podmiotów zależnych (Biuro Projektów Zakładów Azotowych „Biprozat” Tarnów Sp. z o.o., Jednostka Ratownictwa Chemicznego Sp. z o.o., Prorem Sp. z o.o., ZWRI Sp. z o.o., Aster ZAK Sp. z o.o., ZAK Serwis Sp. z o.o., „Rekom” Sp. z o.o., „Chemzak” Sp. z o.o. oraz 72,17% udziałów Spółki Automatyka Sp. z o.o.). Od 23 listopada 2011 r. siedziba spółki została przeniesiona do Tarnowa.
W kolejnych latach przeprowadzono konsolidację spółek zależnych. Obecnie działalność przedsiębiorstwa realizowana jest przez następujące podmioty zależne:
- Polskie Konsorcjum Chemiczne sp. z o.o. – realizacja procesów inwestycyjnych i projektowanie[1],
- Prorem Sp. z o.o. – utrzymanie ruchu, remont maszyn i urządzeń oraz prace serwisowe,
- Jednostka Ratownictwa Chemicznego Sp. z o.o. – utrzymanie laboratoriów, drobna produkcja chemiczna i ratownictwo chemiczne,
- Automatyka Sp. z o.o. – automatyka, systemy kontrolno-pomiarowe oraz elektryka.

Od 2013 r. spółka działa pod nazwą „Grupa Azoty Polskie Konsorcjum Chemiczne Sp. z o.o.”.
Spółki zależne:
- Grupa Azoty Automatyka Sp. z o.o. – 79,69% udziałów,
- Grupa Azoty Jednostka Ratownictwa Chemicznego Sp. z o.o. – 100% udziałów,
- Grupa Azoty Prorem Sp. z o.o. – 100% udziałów.